# دیوید گلانتز
دیوید گلانتز (انگلیسی: David Glantz؛ زادهٔ ۱۱ ژانویهٔ ۱۹۴۲) مورخ نظامی، تاریخ‌نگار، و پرسنل نظامی اهل ایالات متحده آمریکا است.